# Obsession (bài hát của Shayne Ward)
"Obsession" là đĩa đơn thứ hai phát hành từ album phòng thu thứ ba cùng tên, Obsession của ca sĩ người Anh Shayne Ward. Bài hát được phát hành như một đĩa đơn quảng bá vào ngày 14 tháng 2 năm 2011. Cũng vào ngày hôm đó, Ward đã biểu diễn trực tiếp bài hát trên chương trình The Alan Titchmarsh Show.
Do không được quảng bá rộng rãi, đĩa đơn tiếp tục chuỗi thất bại của album cũng như các đĩa đơn trước đó. "Obsession" chỉ đạt vị trí #97 trên bảng xếp hạng UK Singles Chart.

## Bối cảnh sản xuất
"Obsession" được sản xuất bởi Rami Yacoub, và được sáng tác bởi Yacoub, Ward và Savan Kotecha. Trong cuộc phỏng vấn với trang Digital Spy, Ward tiết lộ rằng anh sẽ chọn "Obsession" là đĩa đơn thứ hai phát hành từ album: ""Obession" là một trong số những bản ballad nói về tình yêu rất hoàn hảo cho ngày lễ. Bây giờ là thời điểm gần đến ngày lễ Tình nhân, nên tôi hi vọng bài hát sẽ lôi cuốn được những cặp đôi đang yêu đương cuồng nhiệt.

## Danh sách và thứ tự các bài hát

Shayne Ward biểu diễn "Obsession" trong chương trình The Alan Titchmarsh Show trên kênh ITV 1 HD

| STT              | Nhan đề          | Thời lượng |
| ---------------- | ---------------- | ---------- |
| 1.               | "Obsession"      | 3:40       |
| Tổng thời lượng: | Tổng thời lượng: | 3:40       |

## Biểu diễn trực tiếp
Trước khi biểu diễn bài hát trên The Alan Titchmarsh Show, Ward đã biểu diễn trực tiếp bài hát lần đầu tiên trên kênh phát thanh Read Radio Band vào ngày 25 tháng 10 năm 2010.

## Vị trí trên các bảng xếp hạng
| Bảng xếp hạng (2011) | Vị trí cao nhất |
| -------------------- | --------------- |
| Anh Quốc (OCC)       | 97              |

## Lịch sử phát hành
| Quốc gia       | Ngày phát hành      | Định dạng       | Nhãn hiệu  |
| -------------- | ------------------- | --------------- | ---------- |
| Vương quốc Anh | 14 tháng 2 năm 2011 | Tải kĩ thuật số | Syco Music |